# Abrasione (geologia)

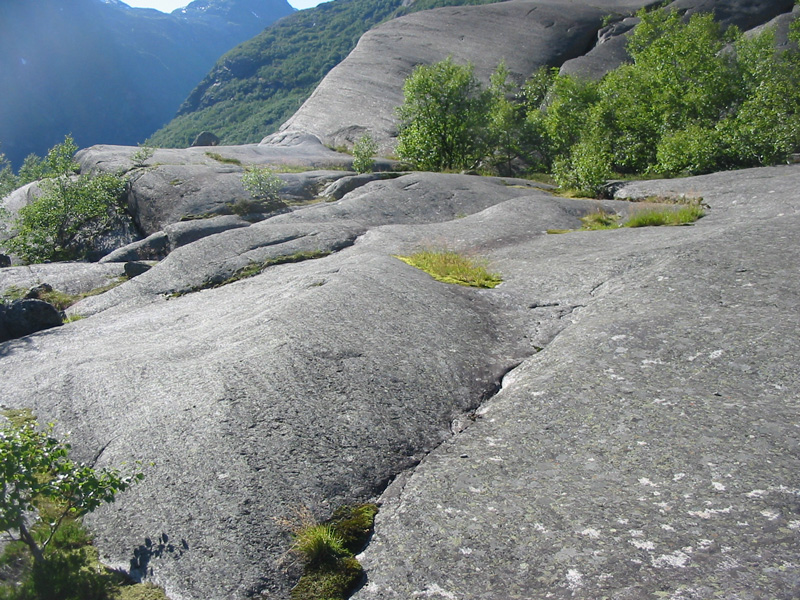
Rocce abrase dai ghiacciai, nella Norvegia occidentale, vicino allo Jostedalsbreen

L'abrasione è un processo di erosione che si verifica quando il materiale viene sottoposto nel tempo ad attrito superficiale, causato dallo sfregamento, il graffio, l'usura e il deterioramento.
L'intensità dell'abrasione dipende dalla durezza, dalla concentrazione, dalla velocità e dalla massa delle particelle in movimento. L'abrasione può avvenire generalmente in quattro modi:
1. la glaciazione, che macina lentamente le rocce raccolte dal ghiaccio contro le superfici rocciose;[3]
2. il trasporto di oggetti solidi nei canali fluviali, che crea un contatto superficiale abrasivo con il letto e le pareti;
3. il trasporto di oggetti nelle onde, che si infrangono sulle coste provocando abrasioni:
4. il vento che trasporta sabbia o piccole pietre contro le rocce superficiali.

L'abrasione, nella sua definizione più rigorosa, è comunemente confusa con l'attrito in senso generale e talvolta con l'azione idraulica. Sia l'abrasione che l'attrito si riferiscono all'usura di un oggetto. L'abrasione si verifica a causa dello sfregamento di due superfici l'una contro l'altra con conseguente usura di una o entrambe le superfici. Tuttavia, l'attrito si riferisce alla rottura delle particelle (erosione) che si verifica a seguito dell'urto degli oggetti l'uno contro l'altro. L'abrasione porta alla distruzione a livello superficiale nel tempo, mentre l'attrito provoca maggiori cambiamenti a un ritmo più veloce. Oggi, la comunità di geomorfologia usa il termine "abrasione" in modo più ampio, spesso in modo intercambiabile con il termine "usura".

## Trasporto fluviale
L'abrasione in un ruscello o canale fluviale si verifica quando il sedimento trasportato da un fiume percorre il letto e gli argini, contribuendo in modo significativo all'erosione. Oltre all'erosione chimica e fisica dell'azione idraulica, ai cicli di gelo-disgelo (vedi crioclastismo) e altro ancora, esiste una serie di processi che sono stati a lungo considerati come un contributo significativo all'erosione del canale roccioso, tra cui la l'escavazione glaciale, l'abrasione (dovuta sia al carico di fondo che al carico sospeso), la soluzione e la cavitazione. In termini di ghiacciaio, vi è un principio simile; lo spostamento delle rocce su una superficie la logora per attrito, scavando un canale che, quando il ghiacciaio si allontana, viene chiamato valle glaciale o a forma di U.
Il trasporto del fondo è costituito per lo più da grandi clasti, che non possono essere raccolti dalla velocità del flusso, rotolamento, scorrimento e/o saltatura (rimbalzo) a valle lungo il letto. Il carico sospeso si riferisce tipicamente a particelle più piccole, come limo, argilla e sabbie a grana più fine sollevate dai processi di trasporto dei sedimenti. I grani di varie dimensioni e composizione vengono trasportati in modo diverso, in termini di velocità di flusso richieste per dislocarli e depositarli, come è descritto nella curva di Hjulström. Questi grani lucidano e puliscono il substrato roccioso e gli argini quando entrano in contatto abrasivo.

## Erosione costiera

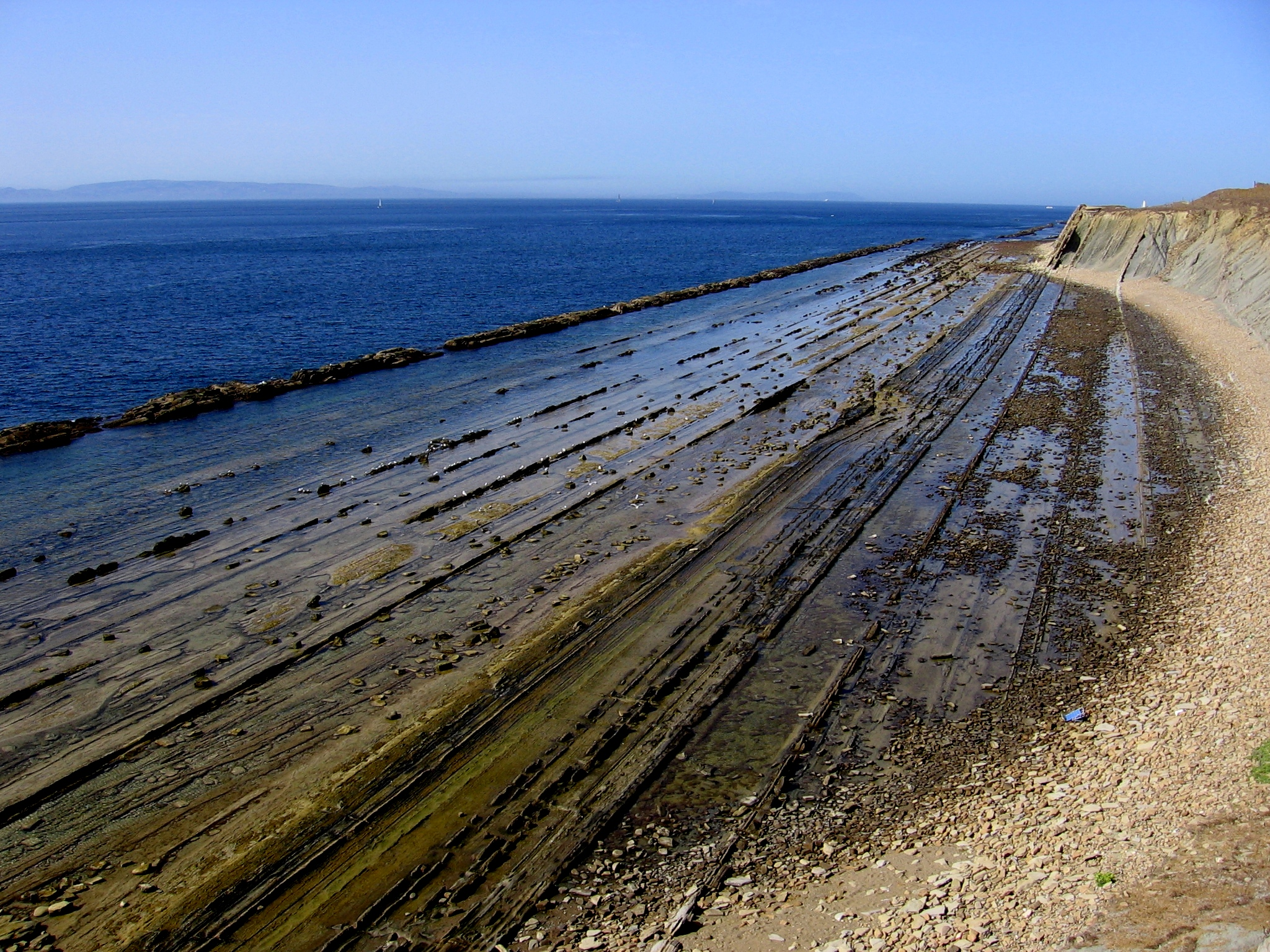
Piattaforma di abrasione nel Parque Natural del Estrecho, presso la costa dello Stretto di Gibilterra in Andalusia, Spagna

L'abrasione costiera si verifica con l'infrangimento delle onde oceaniche su una costa o un promontorio, i quali vengono erosi dal contatto con la sabbia e frammenti più grandi. L'azione idraulica delle onde contribuisce in maniera determinante al fenomeno. Ciò comporta la rimozione del materiale, con conseguente sottosquadro e possibile collasso di scogliere a strapiombo. Questa erosione può minacciare le infrastrutture lungo le coste ed è probabile che l'impatto aumenti nel tempo, in proporzione all'innalzamento del livello del mare scaturito dal riscaldamento globale. Le dighe a volte si dimostrano uno strumento integrato di difesa, ma in molte località le soluzioni ingegneristiche costiere convenzionali, come le dighe marittime, sono sempre più messe alla prova e la loro manutenzione può diventare insostenibile, a causa dei cambiamenti delle condizioni climatiche, dell'innalzamento del livello del mare, del cedimento del suolo e dell'apporto di sedimenti.
Le piattaforme di abrasione sono piattaforme costiere in cui l'abrasione data dall'azione delle onde è un processo prominente. Se in fase attiva di modellazione, la piattaforma risulta esposta solo con la bassa marea, ma c'è possibilità che la piattaforma venga nascosta sporadicamente da un manto di ghiaia (l'agente abrasivo). Se la piattaforma è permanentemente esposta al di sopra del livello dell'acqua alta, è probabilmente una piattaforma da spiaggia rialzata (nota anche come terrazza marina), che non è considerata un prodotto di abrasione ma può essere danneggiata dall'abrasione all'innalzamento del livello del mare.

## Glaciazione
L'abrasione glaciale è l'usura superficiale causata da singoli clasti, o rocce di varie dimensioni, contenuti nel ghiaccio o da sedimenti subglaciali, durante lo scivolamento del ghiacciaio sul substrato roccioso. L'abrasione può schiacciare grani o particelle più piccoli e rimuovere grani o frammenti multipli, per quanto la rimozione di frammenti più grandi è classificata come escavazione glaciale (o esarazione), l'altra principale causa di erosione da ghiacciai. L'escavazione forma i detriti alla base o ai lati del ghiacciaio che comportano poi l'abrasione. Sebbene l'escavazione sia generalmente attribuita a una maggiore forza di mutamento geomorfologico, ci sono prove che nelle rocce più morbide con un'ampia spaziatura dei giunti l'abrasione possa essere altrettanto efficiente. L'abrasione glaciale determina la formazione di una superficie liscia e levigata, a volte con striature glaciali, che forniscono informazioni sulla meccanica dell'abrasione sotto i ghiacciai temperati.

## Processi eolici
Molta attenzione è stata data al ruolo del vento come agente di cambiamento geomorfologico sulla Terra e su altri pianeti. I processi eolici comportano l'erosione dei materiali esposti, come la roccia, e il trasporto di particelle nell'aria, che entrano in contatto con altri materiali, per depositarsi poi altrove. Queste forze presentano notevoli somiglianze con i modelli degli ambienti fluviali. I processi eolici mostrano le loro più notevoli conseguenze nelle regioni aride contenenti sedimenti non consolidati, sparsi e abbondanti, come la sabbia. Vi sono prove che i canyon rocciosi, morfologie tradizionalmente ritenute evolvere solo grazie alle forze di scorrimento fluviale, possano effettivamente essere estesi dall'azione del vento, forse anche amplificando i livello di incisione del canyon di roccia, di un ordine di grandezza al di sopra dei livelli di abrasione fluviale. La ridistribuzione dei materiali da parte del vento avviene su più scale geografiche e può avere importanti conseguenze per l'ecologia regionale e l'evoluzione del paesaggio.